# Pristimantis alalocophus
Pristimantis alalocophus Roa-Trujillo & Ruiz-Carranza, 1991 è una rana della famiglia Strabomantidae.

## Diffusione
L'habitat della specie è situato nel Sud America .